# Sede Nova
Sede Nova is een gemeente in de Braziliaanse deelstaat Rio Grande do Sul. De gemeente telt 2.996 inwoners (schatting 2009).